# 坂井市立雄島小学校
坂井市立雄島小学校（さかいしりつ おしましょうがっこう）は、福井県坂井市三国町にある公立小学校。

## 沿革
- 1922年（大正11年）11月 - 現在地に校舎を新築し開校する[1]。
- 1947年（昭和22年）4月1日 - 学制改革により雄島小学校と改称。
- 1954年（昭和29年）4月1日 - 町村合併により三国町雄島小学校と改称。
- 1974年（昭和49年）7月 - 25mプール竣工。
- 1975年（昭和50年）10月 - 新校舎新体育館落成。
- 2002年（平成14年）12月 - 耐震及び大規模改修工事完了。
- 2006年（平成18年）3月20日 - 市町村合併に伴い，坂井市立雄島小学校に名称変更。
- 2009年（平成21年）5月 - 体育館耐震工事完了。

## 通学区域
宿一丁目・宿二丁目・宿三丁目・米ケ脇・新宿一丁目・新宿二丁目・広野宿舎・安島・崎・梶・浜地・陣ケ岡・マリンタウン崎・鐘場

## 進学先中学校
- 坂井市立三国中学校

## 著名な出身者
- 小松長生 （指揮者）- 2年生の時福井市宝永小学校へ転校する。
- 岡田健志 （ナレーター）